# U.S. Route 195
La U.S. Route 195 o Ruta Federal 195 (abreviada US 195) es una autopista federal ubicada en el estado de Idaho. La autopista inicia en el sur desde la US 95     en Lewiston hacia el norte en la US 95 . La autopista tiene una longitud de 0,8 km (0.5 mi).

## Mantenimiento
Al igual que las carreteras estatales, las carreteras interestatales, y el resto de rutas federales, la U.S. Route 195 es administrada y mantenida por el Departamento de Transporte de Idaho por sus siglas en inglés ITD.

## Cruces
La U.S. Route 195 es atravesada principalmente por la I 90 .